# Kaiser Permanente
Kaiser Permanente ist ein US-amerikanisches integriertes Konsortium für organisierte Gesundheitsfürsorge mit Hauptsitz in Oakland, Californien.

## Geschichte

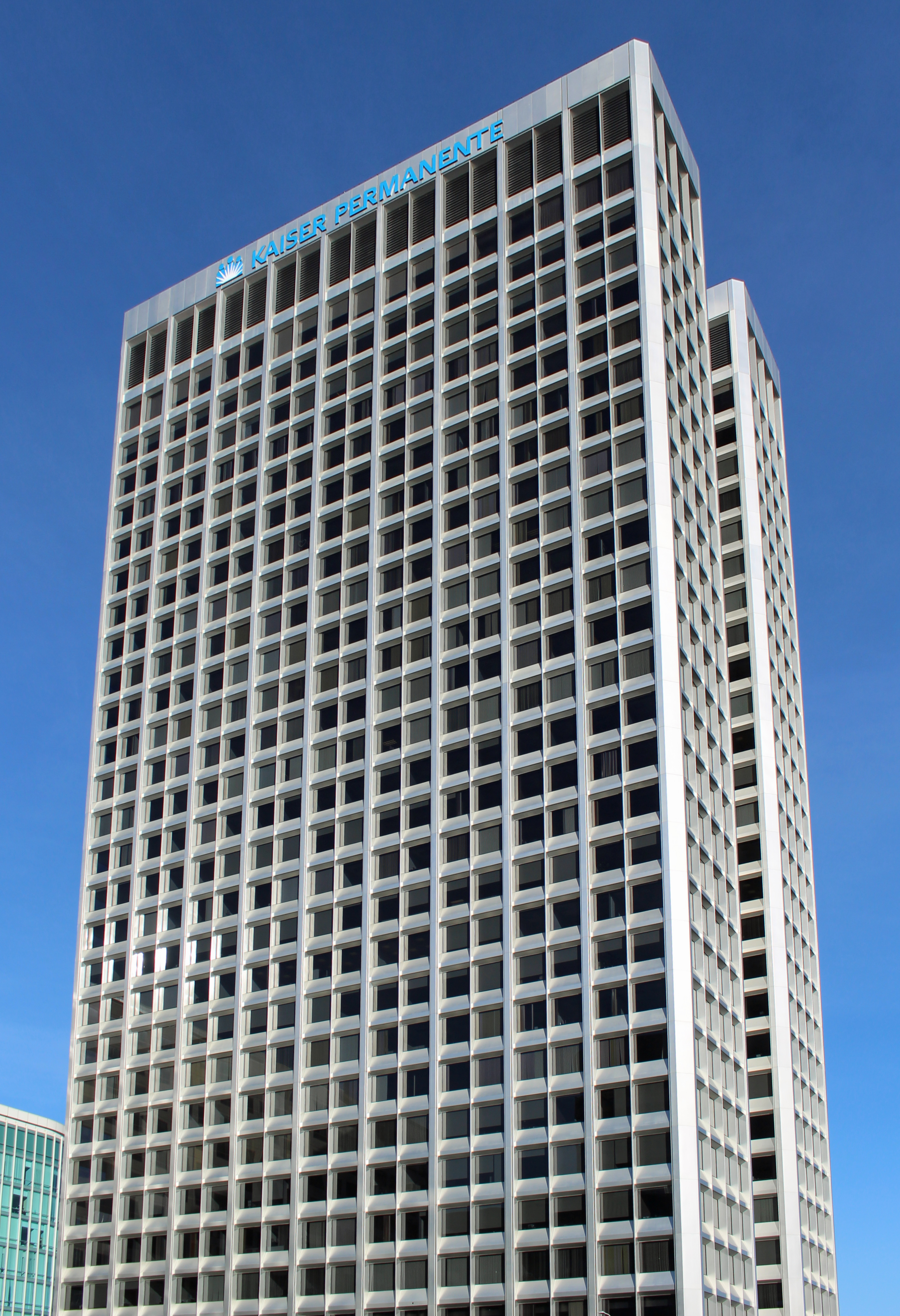
One Kaiser Plaza: Hauptsitz in Oakland

Die Einrichtung wurde im Jahre 1945 durch den Industriellen Henry John Kaiser und den Mediziner Sidney Garfield ins Leben gerufen. Die Werften von Henry J. Kaiser bauten im Zweiten Weltkrieg die Liberty-Frachter. Ursprünglich war sie dazu bestimmt, ärztliche Versorgung in Kaisers Werften, Stahlwerken und weiteren Betrieben sicherzustellen, bevor sie schließlich der allgemeinen Bevölkerung zugänglich gemacht wurde.

## Geschäftsfeld
Kaiser Permanente operiert als ein Verbund, der aus drei eigenständigen, jedoch voneinander abhängigen Einrichtungen besteht: dem Kaiser Foundation Health Plan (KFHP) mit seinen regionalen Tochtergesellschaften, den Kaiser Foundation Hospitals sowie den regionalen Permanente Medical Groups. Mit Stand 2024 ist Kaiser Permanente in acht Bundesstaaten (Californien, Colorado, Georgia, Hawaii, Maryland, Oregon, Virginia und Washington) sowie im District of Columbia tätig und betreut rund 12,2 Millionen Menschen. Dazu werden 39 Krankenhäuser und 695 Arztpraxen betrieben. Damit erzielte das Unternehmen im Jahr 2018 einen Umsatz von rund 79,7 Milliarden US$. Es gilt als die größte Organisation für organisierte Gesundheitsfürsorge in den Vereinigten Staaten.
Jede Permanente Medical Group agiert als eigenständige, gewinnorientierte Einheit innerhalb ihres jeweiligen Gebiets. Während diese Gruppen ihre finanziellen Ergebnisse nicht öffentlich bekannt geben, werden sie vorrangig durch Rückvergütungen des Kaiser Foundation Health Plan finanziert, welcher als eine der größten gemeinnützigen Organisationen der Vereinigten Staaten gilt. Kaiser beschäftigt mehr als 300.000 Personen, darunter über 98.000 Ärzte und Pflegekräfte. Die teilgewinnorientierten Kaiser Foundation Hospitals betreiben 40 Krankenhäuser sowie über 614 medizinische Einrichtungen, die ebenfalls durch Rückvergütungen des Kaiser Foundation Health Plan finanziert werden.
Die medizinische Versorgungsqualität von Kaiser Permanente wird häufig hoch bewertet, was insbesondere auf die Ausrichtung auf vorbeugende Medizin, die Anstellung von Ärzten mit festem Gehalt (anstelle einer Bezahlung nach erbrachter Leistung) sowie auf Bestrebungen zur Verkürzung von Krankenhausaufenthalten durch optimierte Patientenbetreuung zurückgeführt wird. Die Organisation war jedoch wiederholt Gegenstand von Auseinandersetzungen mit Gewerkschaften ihrer Angestellten, Vorwürfen der Urkundenfälschung sowie des unrechtmäßigen Entlassens von Patienten aus medizinischen Einrichtungen. Zudem unterlag sie behördlicher Prüfung hinsichtlich der Qualität ihrer psychiatrischen Versorgung und sah sich Kritik an der Höhe ihrer finanziellen Rücklagen ausgesetzt.

## Streik im Jahr 2023
In der Zeit vom 4. bis zum 7. Oktober des Jahres 2023 traten mehr als 75.000 Angestellte der Kaiser Permanente in den Ausstand. Dieses Ereignis wurde als der größte Streik von Beschäftigten im Gesundheitswesen in der Geschichte der Vereinigten Staaten angesehen. Am 9. November desselben Jahres wurde ein neuer vierjähriger Vertrag von 98,5 % der 85.000 Mitglieder der Koalition der Kaiser-Permanente-Gewerkschaften ratifiziert.